# Vlado Stenzel
Vlado Stenzel (* 23. Juli 1934 in Zagreb, Jugoslawien), Spitzname „Der Magier“, ist ein aus Kroatien, damals Jugoslawien, stammender Handballtrainer, der Olympiasieger, Weltmeister und DHB-Pokalsieger wurde.

## Leben
Der 1,68 Meter große Stenzel, dessen Urgroßvater aus Deutschland stammte, war zunächst als Torwart bei SD Prvomajska Zagreb (ab 1964: SD Medveščak Zagreb) aktiv und war bereits mit 18 Jahren – am Anfang seiner 1955 abgeschlossenen Ausbildung zum Chemietechniker in Zagreb – Nationaltorwart der jugoslawischen Nationalmannschaft im Hallenhandball.
Seine Trainerlaufbahn begann schon im Alter von 20 Jahren. Er hatte als junger Trainer Erfolg im jugoslawischen Vereinshandball: Zwischen zwei Meistertiteln mit Medveščak 1964 und 1966 erreichte er mit diesem Verein 1965 das Endspiel im Europapokal der Landesmeister gegen Dinamo Bukarest. 1967 übernahm Stenzel in Doppelfunktion den RK Crvenka, den er 1968 auf den zweiten Platz der jugoslawischen Bundesliga und 1969 zur Meisterschaft führte, und wurde Trainer der jugoslawischen Handballnationalmannschaft der Männer, mit der er bei den Olympischen Spielen 1972 in München die Goldmedaille gewann.
Nach dem Olympiasieg mit Jugoslawien verhandelte Stenzel zunächst mit dem DHB über den Posten des Bundestrainers. Nachdem diese Verhandlungen zunächst gescheitert waren, wurde er im Herbst 1972 Trainer des Bundesligisten SC Phönix Essen, mit dem er jedoch die hochgesteckten Erwartungen nicht erfüllen konnte und in zwei Spielzeiten jeweils nur im Mittelfeld der Tabelle in der Nordstaffel der Handball-Bundesliga landete. Hernach war er Trainer des Regionalligisten TV Schalksmühle, bei dem der spätere Nationalkeeper Rudi Rauer zu seinen Schützlingen gehörte. Mit dem 1. Juli 1974 wurde Stenzel schließlich Bundestrainer der DHB-Männer. Unter Stenzel blieb die Nationalmannschaft Ende der 1970er Jahre in 27 aufeinanderfolgenden Länderspielen unbesiegt. Er erreichte mit der DHB-Auswahl 1976 den 4. Platz bei den Olympischen Spielen. Mit der deutschen Nationalmannschaft gewann er 1978 die Handball-Weltmeisterschaft.
Neben seiner Tätigkeit als Bundestrainer war er teils gleichzeitig Trainer des TV Aldekerk und übte Beratertätigkeiten bei Bayer Leverkusen und einem Sportartikel-Hersteller aus. Wegen dieser Mehrfachbeschäftigung wurde im November 1979 der Vorwurf erhoben, Stenzel kümmere sich zu wenig um die Herren-Nationalmannschaft sowie um die bundesdeutsche Junioren-Auswahl, für die er ebenfalls die Verantwortung trug. Ende November 1979 kam es deshalb zu einer „Generalaussprache“ zwischen ihm und Vertretern des Deutschen Handballbunds (DHB), bei der Stenzel der Rücken gestärkt wurde. Im Frühling 1980 stand Stenzel wieder in der Kritik: DHB-Männerspielwart Heinz Jacobsen trat wegen Streits mit dem Bundestrainer zurück, Erhard Wunderlich dachte wegen Stenzels über einen Rücktritt aus der Nationalmannschaft nach. An den Olympischen Spielen 1980 nahm die Mannschaft wegen des Olympiaboykotts nicht teil. Im Oktober 1981 zogen sich Arno Ehret, Dieter Waltke, Rainer Niemeyer und Horst Spengler nach Meinungsverschiedenheit mit Stenzel aus der Nationalmannschaft zurück. Zuvor hatten diesen Schritt aus demselben Grund bereits Kurt Klühspies, Manfred Hofmann und Heiner Brand vollzogen. Vor der WM 1982 lag Stenzel mit den Bundesligavereinen im Streit, als er mehr Vorbereitungszeit für die Nationalmannschaft forderte. Er war acht Jahre Bundestrainer. Bei der Weltmeisterschaft 1982 im eigenen Land wurde er mit der DHB-Mannschaft als Titelverteidiger Siebter. Anschließend sprachen sich sowohl die Nationalspieler (einstimmig in einer internen Abstimmung) als auch die Bundesliga-Vereine gegen Stenzel aus. Mitte April 1982 wurde Stenzel laut einstimmigem Beschluss des DHB-Vorstands trotz eines noch bis Ende Juni 1983 laufenden Vertrags seines Amts enthoben. Sein Nachfolger wurde der deutsch-rumänische Spieler-Trainer des Bundesligisten TuS Hofweier, Simon Schobel.
Stenzel war ein großer Befürworter einer eingleisigen Bundesliga, die 1977 während seiner Zeit als Bundestrainer eingeführt wurde. Der Supercup, eine Art Mini-WM, für Nationalmannschaften geht auf seine Idee zurück.
Trotz des Titelgewinns bei der Weltmeisterschaft 1978 ist die Gesamtbilanz seiner Spiele als Bundestrainer im Vergleich mit den Bilanzen der anderen zehn bisherigen Bundestrainer unterdurchschnittlich. Stenzel betreute die DHB-Nationalmannschaft vom 1. Juli 1974 bis zum 7. März 1982 in 176 A-Länderspielen, von denen 97 gewonnen wurden, 20 Partien endeten Remis und 59 wurden verloren. Mit 33,5 % verlorener Spiele weist seine Bilanz die dritthöchste Niederlagenquote nach der des ehemaligen Bundestrainers Martin Heuberger (34,0 %) und der des ersten Bundestrainers Fritz Fromm (41,2 %) auf. Auch der Punktedurchschnitt seiner Trainerzeit ist mit 1,22 nach dem seines unmittelbaren Nachfolgers Simon Schobel (1,19) und dem von Fritz Fromm (1,0) der drittschlechteste Durchschnitt aller bisherigen Bundestrainer. Die bisher längste Serie an Spielen der DHB-Auswahl ohne Sieg fällt in Stenzels Amtszeit, als die DHB-Mannschaft vom 10. Januar 1980 bis zum 18. Oktober 1980 siebenmal in Folge sieglos blieb (drei Unentschieden und vier Niederlagen). Allerdings verzeichnete die DHB-Auswahl unter Stenzel zuvor auch ihre längste Serie ungeschlagener Spiele, als sie vom 16. März 1977 bis zum 16. November 1978 in 29 Spielen ungeschlagen blieb, von denen 25 gewonnen wurden. Horst Spengler, der unter Stenzel 1978 Weltmeister wurde, nannte Stenzel einen „Handball-Fanatiker“, der seine Spieler mitgerissen und beflügelt habe, sowie auch abseits des Spielfelds auf viele Kleinigkeiten wie die Ernährung seiner Spieler geachtet habe.
Kurz nach seiner Zeit als Bundestrainer trainierte Stenzel den Zweitligisten MTSV Schwabing, den er im Mai 1982 in die Vorschlussrunde des DHB-Pokals führte. Mit dem Beginn der Saison 1982/83 wurde er Trainer des Zweitliga-Neulings HC TuRa Bergkamen. Ab Januar 1983 war er beim OSC Thier Dortmund (ebenfalls zweite Liga) als Trainer tätig. In der Saison 1983/84 betreute er Bergkamen in der Bundesliga, wurde aber im Dezember 1983 nach fünf Niederlagen in Folge entlassen. Er betreute während seiner Laufbahn mehrere Bundesligamannschaften als Trainer, engagierte sich aber auch bei unterklassigen deutschen Vereinen. Im Mai 1984 eröffnete Stenzel in Pottum (Rheinland-Pfalz) eine Handballschule. Im Mai 1985 übernahm er das Traineramt beim Grasshopper Club Zürich und wurde Mitte Dezember desselben Jahres entlassen. 1988 führte er den VfL Bad Schwartau zum Aufstieg in die 2. Bundesliga und war bis zum Ende der Saison 1988/89 für die Norddeutschen tätig. Im November 1989 wurde Stenzel Trainer des Bundesligisten TSV Milbertshofen und gewann mit der Mannschaft im Jahre 1990 den DHB-Pokal. Im Oktober 1990 trennte sich Milbertshofen von ihm. Im April 1991 gab Zweitligist VfL Günzburg die Verpflichtung Stenzels bekannt. Die Zusammenarbeit mit Günzburg dauerte bis Mitte Oktober 1991. Im Februar 1993 wurde Stenzel, als er als Trainer beim Bezirksligaverein TSV Bobingen tätig war, vom Verband mit einer halbjährigen Sperre belegt, da er einen Schiedsrichter getreten hatte. Ende Januar 1995 wurde er Trainer des Bundesligisten TV Großwallstadt, im April desselben Jahres beendet man die Zusammenarbeit wieder.
Stenzel nennt das Qualifikationsspiel zu den Olympischen Spielen 1976 in Karl-Marx-Stadt gegen die Auswahl der DDR noch vor dem Olympiasieg mit Jugoslawien 1972 und dem WM-Titel 1978 seinen „Lieblingssieg“. Obgleich das Spiel in Karl-Marx-Stadt mit 8:11 verloren ging, erreichte die DHB-Mannschaft damit nach dem 17:14-Erfolg im Hinspiel die Qualifikation für die Olympischen Spiele, da mit der exakten drei-Tore-Niederlage der direkte Vergleich der beiden deutschen Mannschaften unentschieden endete (Auswärtstreffern kam keine besondere Bedeutung zu) und damit die bessere Tordifferenz aus den übrigen Gruppenspielen gegen den dritten Gruppenteilnehmer Belgien den Ausschlag für die DHB-Mannschaft gab. Die Entscheidung im Rückspiel war aufgrund eines wenige Sekunden vor Schluss verhängten Siebenmeters für die DDR, der von DHB-Torwart Manfred Hofmann abgewehrt wurde, besonders dramatisch.
Stenzel lebte lange mit seiner Frau Dijana in der hessischen Landeshauptstadt Wiesbaden. Um 2018 ließ er sich in Dalmatien, in der Nähe von Šibenik, nieder.

## Stationen
- RK Agram Medveščak Zagreb (als Spieler und Trainer)
- RK Crvenka
- RK Krivaja Zavidovići
- RK Kvarner Rijeka
- Nationalmannschaft Jugoslawien
- SC Phönix Essen
- Nationalmannschaft Deutschland (DHB)
- MTSV Schwabing
- OSC Thier Dortmund
- HC TuRa Bergkamen
- Grasshopper Club Zürich
- VfL Bad Schwartau
- TSV Milbertshofen
- VfL Günzburg
- TV Großwallstadt
- TSV Bobingen
- MTV Ingolstadt
- SG Bruchköbel
- SV Anhalt Bernburg
- HSG Wetzlar
- 1. FSV Mainz 05 Frauen
- Turnerschaft Regensburg
- TV Schalksmühle

## Erfolge als Nationaltrainer
- 1972 Olympiasieger mit Jugoslawien
- 1978 Weltmeister mit BR Deutschland
- 1970 Dritter Platz bei der Weltmeisterschaft mit Jugoslawien

## Erfolge als Vereinstrainer
- 1965 Finale im Europapokal der Landesmeister mit RK Agram Medveščak Zagreb gegen Dinamo Bukarest (11:13)
- 1964 und 1966 Jugoslawischer Meister mit RK Agram Medveščak Zagreb
- 1969 Jugoslawischer Meister mit RK Crvenka
- 1990 DHB-Pokalsieger mit TSV Milbertshofen

## Filmdokumentation
- Mitwirkung in: Fallwurf Böhme – Die wundersamen Wege eines Linkshänders von Heinz Brinkmann, Erzähler: Wolfgang Winkler, 90 Minuten, DVD, Basis-Film Verleih GmbH, Berlin, Vertrieb: KNM Home Entertainment GmbH 2016

## Sonstiges
Nach Stenzel ist ein Turnschuhmodell der Marke Puma benannt.